# Cupa României 2000/01
Der Cupa României in der Saison 2000/01 war das 63. Turnier um den rumänischen Fußballpokal. Sieger wurde zum neunten Mal Titelverteidiger Dinamo Bukarest, das sich im Finale am 16. Juni 2001 gegen den AS Rocar Bukarest durchsetzen konnte. Dadurch qualifizierte sich Dinamo für den UEFA-Pokal.

## Modus
Die Klubs der Divizia A stiegen erst in der Runde der letzten 32 Mannschaften ein. Im Achtel- und Viertelfinale fanden alle Spiele auf neutralem Platz statt. Es wurde jeweils nur eine Partie ausgetragen, das Halbfinale wurde in Hin- und Rückspiel entschieden. Fand nur eine Partie statt und stand diese nach 90 Minuten unentschieden oder konnte in beiden Partien unter Berücksichtigung der Auswärtstorregel keine Entscheidung herbeigeführt werden, folgte eine Verlängerung von 30 Minuten, wobei die Golden-Goal-Regel Anwendung fand. Falls danach noch immer keine Entscheidung gefallen war, wurde die Entscheidung im Elfmeterschießen herbeigeführt.

## Sechzehntelfinale
| Datum             |                              | Ergebnis  |                       |
| ----------------- | ---------------------------- | --------- | --------------------- |
| 6. September 2000 | FC Baia Mare                 | 1:0       | Gaz Metan Mediaș      |
|                   | Dacia Unirea Brăila          | 1:2 n. GG | AS Rocar Bukarest     |
|                   | Metrom Brașov                | 2:1 n. GG | Astra Ploiești        |
|                   | Sportul Studențesc           | 1:0       | FC Brașov             |
|                   | FC Extensiv Craiova          | 0:3       | Dinamo Bukarest       |
|                   | AS Curtea de Argeș           | 0:3       | Universitatea Craiova |
|                   | Metalul Filipeștii de Pădure | 0:2       | Oțelul Galați         |
|                   | FCM Dunărea Galați           | 1:2 n. GG | Foresta Suceava       |
|                   | Olimpia Gherla               | 0:4       | Steaua Bukarest       |
|                   | AS Municipal Medgidia        | 2:3       | FC Național Bukarest  |
|                   | Jiul Petroșani               | 0:4       | Rapid Bukarest        |
|                   | Oltchim Râmnicu Vâlcea       | 0:2       | FC Argeș Pitești      |
|                   | CSM Reșița                   | 1:3       | Ceahlăul Piatra Neamț |
|                   | FC’97 Sfântu Gheorghe        | 0:1       | FCM Bacău             |
|                   | Victoria Someșeni            | 2:5       | Petrolul Ploiești     |
|                   | Pandurii Târgu Jiu           | 1:2       | Gloria Bistrița       |

## Achtelfinale
| Datum            |                      | Ergebnis |                       | Ort        |
| ---------------- | -------------------- | -------- | --------------------- | ---------- |
| 7. November 2000 | Petrolul Ploiești    | 2:1      | FCM Bacău             | Brăila     |
| 8. November 2000 | FC Baia Mare         | 0:1      | Rapid Bukarest        | Baia Mare  |
|                  | Oțelul Galați        | 2:1      | Gloria Bistrița       | Brașov     |
|                  | Steaua Bukarest      | 2:1      | Foresta Suceava       | Buzău      |
|                  | AS Rocar Bukarest    | 2:0      | Ceahlăul Piatra Neamț | Focșani    |
|                  | Dinamo Bukarest      | 3:2      | Universitatea Craiova | Pitești    |
|                  | FC Național Bukarest | 1:0      | Metrom Brașov         | Plopeni    |
|                  | Sportul Studențesc   | 4:2      | FC Argeș Pitești      | Târgoviște |

## Viertelfinale
| Datum             |                    | Ergebnis              |                      | Ort      |
| ----------------- | ------------------ | --------------------- | -------------------- | -------- |
| 29. November 2000 | AS Rocar Bukarest  | 1:0                   | FC Național Bukarest | Bukarest |
|                   | Sportul Studențesc | 0:0 n. V. (4:3 i. E.) | Oțelul Galați        | Buzău    |
|                   | Petrolul Ploiești  | 1:0 n. GG             | Steaua Bukarest      | Pitești  |
| 30. November 2000 | Dinamo Bukarest    | 2:1                   | Rapid Bukarest       | Bukarest |

## Halbfinale
Die Hinspiele fanden am 4. April 2001, die Rückspiele am 2. Mai 2001 statt.
|                    | Gesamt |                   | Hinspiel | Rückspiel |
| ------------------ | ------ | ----------------- | -------- | --------- |
| Sportul Studențesc | 3:5    | Dinamo Bukarest   | 2:2      | 1:3       |
| AS Rocar Bukarest  | 4:1    | Petrolul Ploiești | 3:0      | 1:1       |

## Finale
| Paarung           | Dinamo Bukarest – AS Rocar Bukarest |
| Ergebnis          | 4:2 (1:2) |
| Datum             | 16. Juni 2001 |
| Stadion           | Nationalstadion, Bukarest |
| Zuschauer         | 26.000 |
| Schiedsrichter    | Urs Meier (Schweiz) |
| Tore              | 1:0 Adrian Mihalcea (6.) 1:1 Cristian Ursu (9.) 1:2 Marius Nicolae (30.) 2:2 Marius Niculae (55.) 3:2 Marius Niculae (68.) 4:2 Adrian Mihalcea (72.) |
| Dinamo Bukarest   | Florin Prunea, Valentin Năstase, Gheorghe Mihali, Bogdan Onuț, Giani Kiriță, Ioan Lupescu, Iosif Tâlvan, Mugur Bolohan, Iulian Tameș (87. Ionuț Badea), Adrian Mihalcea (82. Claudiu Drăgan), Marius Niculae (90. Ianis Zicu) Cheftrainer: Cornel Dinu                 |
| AS Rocar Bukarest | Florentin Rădulescu, Ionuț Voicu (43. Irinel Voicu), Andrei Călin Zanc, Cornel Cristescu, Ion Nemțanu, Cristian Ursu, Marius Șuleap, Romulus Buia, Dan Alexa, Petruș Manta (61. Victoraș Iacob), Marius Nicolae (80. Bogdan Vrăjitoarea) Cheftrainer: Dumitru Dumitriu |